# از گور برخاسته (فیلم ۲۰۱۵)
از گور برخاسته (به انگلیسی: The Revenant) که در فارسی به بازگشته و جان‌یافته و برخاسته از گور نیز ترجمه شده است، فیلمی آمریکایی در ژانر وسترن متجدد حماسی به کارگردانی الخاندرو گونسالس اینیاریتو است که در سال ۲۰۱۵ میلادی منتشر شد. فیلم‌نامه از داستانی به همین نام نوشتهٔ مایکل پانک اقتباس شده و نویسندگی آن را آلخاندرو اینیاریتو و مارک اسمیت بر عهده داشتند. بازیگرانی همچون لئوناردو دی‌کاپریو، تام هاردی، ویل پولتر و دامنل گلیسون در این فیلم به ایفای نقش می‌پردازند. از گور برخاسته برای نخستین بار در ۱۶ دسامبر ۲۰۱۵ در تئاتر چینی تی‌سی‌ال اکران شد و اکران عمومی آن درایالات متحده ۲۵ دسامبر ۲۰۱۵ میلادی بوده است و پخش جهانی آن نیز از ۸ ژانویهٔ ۲۰۱۶ آغاز شد.
در آغاز قرار بود پارک چان ووک فیلم را با حضور ساموئل ال. جکسون در نقش اصلی بسازد اما پس از مدتی چان ووک از پروژه کنار رفت و جان هیلکات جای او را گرفت. هیلکات می‌خواست نقش اصلی را به کریستین بیل بدهد اما بیل سرگرم بازی در شوالیه تاریکی شد و هیلکات هم از پروژه کنار رفت. سال ۲۰۱۰ الخاندرو گونسالس اینیاریتو به پروژه پیوست و نقش را به لئوناردو دی‌کاپریو سپرد.
دی‌کاپریو برای بازی در این فیلم قید حضور در فیلم استیو جابز را زد. نقشی که در نهایت مایکل فاسبندر آن را ایفا کرد. اینیاریتو قصد داشت فیلم را زودتر بسازد اما دی‌کاپریو درگیر بازی در فیلم گرگ وال استریت بود و برای همین هم اینیاریتو سراغ بردمن رفت و آن را ساخت که به‌خاطرش جایزهٔ اسکار بهترین فیلم و کارگردانی را دریافت کرد. با عقب افتادن از برنامه برف‌های زمستانی لوکیشن کانادا آب شدند و کل گروه مجبور شدند بخاطر دسترسی به برف به شمال آرژانتین بروند. 
شرایط سخت فیلمبرداری و بداخلاقی‌های اینیاریتو باعث شد خیلی از عوامل یا استعفا کنند یا اخراج بشوند. از آنجا که اینیاریتو می‌خواست از جلوه‌های ویژهٔ رایانه‌ای برای آفرینش لوکیشن استفاده نکند مجبور شد فیلم را در دوازده لوکیشن در سه کشور گوناگون فیلمبرداری کند. وضع بد آب و هوا، دور بودن لوکیشن و پا فشردن اینیاریتو و امانوئل لوبزکی برای بهره‌گیری از نور طبیعی موجب شد فیلمبرداری نه ماه به درازا بکشد. دی‌کاپریوی گیاه‌خوار برای بازی در این فیلم ناچار شد جگر خام گاومیش بخورد، روش‌های درمانی سنتی بیاموزد، آتش درست کند و به دو زبان بومی آمریکایی سخن بگوید. او بازی کردن در این فیلم را سخت‌ترین تجربه زندگیش می‌داند.
اینیاریتو برای نقش فیتز جرالد ابتدا شان پن را در نظر داشت اما پن به دلیل تداخل برنامه‌هایش نتوانست در فیلم بازی کند. بدین ترتیب نقش به تام هاردی رسید. بعد از فیلم تلقین این دومین بار است که لئوناردو دی‌کاپریو و تام هاردی با یکدیگر همبازی می‌شوند. ساخت فیلم در نهایت ۱۳۵ میلیون دلار هزینه برداشت. پس از فیلم مردی در برهوت که ریچارد سارافیان در سال ۱۹۷۱ با حضور ریچارد هریس آن را ساخت، از گور برخاسته دومین فیلمی است که دربارهٔ هیو گلس ساخته شده است. از گور برخاسته در هشتاد و هشتمین دوره جوایز اسکار با بیشترین شمار نامزدی در ۱۲ رشته، در جایگاه نخست قرار داشت و توانست سه جایزه از جمله بهترین کارگردانی، بهترین فیلمبرداری و بهترین بازیگر نقش اول مرد را از آن خود کند.

## داستان
داستان این فیلم دربارهٔ یک گروه شکارچی ۴۲ نفرهٔ سفیدپوست است که تحت سرپرستی یک بازرگان پوست در سدهٔ نوزدهم به شکار می‌روند اما به علت دزدیده شدن دختری سرخپوست به‌دست دو مرد سفیدپوست، با حملهٔ سرخپوست‌ها مواجه می‌شوند و ۳۲ تَن از آن‌ها در نتیجهٔ یورش کشته می‌شوند. 
بعد از آن، گروه ده‌تَنی با به جا گذاشتن بخشی از پوست‌ها سوار بر یک قایق بزرگ (لنج) شده و از مهلکه می‌گریزند اما سرخپوست‌ها برای انتقام گرفتن سایه به سایه در تعقیب آن‌ها هستند. در ادامهٔ مسیر با راهنمایی هیو گلاس (لئوناردو دی‌کاپریو) از آنجایی که سفر بر روی رودخانه احتمال مواجه شدن با سرخپوستان را به شدت افزایش می‌دهد، گروه از لنج پیاده شده و پای پیاده از مسیر جنگل و کوهستان به سوی دهکدهٔ خود راه می‌پیمایند. اما صبح یک روز، هیو گلاس به‌دست یک خرس گریزلی به شدت زخمی می‌شود و حتی رشتهٔ عصبی سمپاتیک وی نیز آسیب می‌بیند. 
زان‌پس همراهانش وی را بر روی تخت چوبی بسته و به راه خود ادامه می‌دهند اما به علت صعب العبور بودن گذرگاه کوهستانی و جابجایی دشوار تخت، سرپرست آن‌ها سه تَن داوطلب را که شامل جان فیتز جرالد، جیم بریجر و هاوک فرزند گلاس – دورگهٔ سفید و سرخ – است، بر می‌گزیند تا همان‌جا منتظر بمانند و بعد از مرگ گلاس (از آنجایی که به نظر می‌رسد وی به زودی خواهد مرد) وی را محترمانه به خاک سپرده و سپس به سمت دهکده راهپیمایی کنند اما فیتز جرالد بد ذات (تام هاردی) که از خطر سرخ‌پوست‌ها به شدت نگران و ذاتاً نیز شریر و شیاد است تصمیم می‌گیرد که گلاس را دور از چشم همراهانش به قتل برساند تا هر چه زودتر به طرف دهکده حرکت کنند اما فرزند گلاس بلافاصله سر رسیده و شروع به فریاد زدن می‌کند.
در این هنگام فیتز جرالد که از فریادهای هاوک عصبی شده است وی را جلوی چشمان پدرش می‌کشد. اندکی بعد جیم که به کنار رودخانه رفته بود باز می‌گردد. فیتز جرالد که جسد هاوک را پنهان کرده است به جیم می‌گوید که هاوک جایی رفته و هنوز باز نگشته است. روز بعد، فیتز جرالد، جیم را مجبور می‌کند که گلاس را زنده رها کرده و به سمت دهکده بروند. اکنون گلاس زخمی و تنها در جنگل رها شده و ممکن است به زودی بمیرد ولی او به دهکده بر گشته و فیتز جرالد را کشته و انتقام پسرش را می‌گیرد.

## بازیگران
- لئوناردو دی‌کاپریو در نقش هیو گلاس
- تام هاردی در نقش جان فیتزجرالد
- دامنل گلیسون در نقش آندرو هنری
- ویل پولتر در نقش جیم بریجر
- فرست گودلاک در نقش هاوک، پسر گلاس
- پل اندرسون در نقش اندرسون
- ایشیا توتوسیس در نقش کودکی هاوک
- آرتور ردکلاد در نقش هیکوچ
- گریس داو در نقش همسر هیو گلاس
- برندن فلچر در نقش فریمن
- کریستوفر یونر در نقش مورفی
- جاشوا برگ در نقش استابی بیل
- ملوا ناکه کو در نقش پائوکا
- دوئن هاوارد در نقش الک داگ، پدر پائوکا
- برد کارتر در نقش جانی
- لوکاس هاس در نقش جونز
- تایسون وود در نقش وستون

## جوایز
- برندهٔ جایزه اسکار بهترین کارگردانی برای الخاندرو گونسالس اینیاریتو از هشتاد و هشتمین دوره جوایز اسکار
- برندهٔ جایزه اسکار بهترین بازیگر نقش اول مرد برای لئوناردو دی‌کاپریو از هشتاد و هشتمین دوره جوایز اسکار
- برندهٔ جایزه اسکار بهترین فیلم‌برداری برای امانوئل لوبزکی از هشتاد و هشتمین دوره جوایز اسکار
- نامزد جایزه اسکار بهترین بازیگر نقش مکمل مرد برای تام هاردی از هشتاد و هشتمین دوره جوایز اسکار
- نامزد جایزه اسکار بهترین فیلم از هشتاد و هشتمین دوره جوایز اسکار
- برنده جایزه گلدن گلوب بهترین کارگردانی برای الخاندرو گونسالس اینیاریتو از هفتاد و سومین مراسم گلدن گلوب
- برنده جایزه گلدن گلوب بهترین بازیگر مرد فیلم درام برای لئوناردو دی‌کاپریو از هفتاد و سومین مراسم گلدن گلوب
- برنده جایزه گلدن گلوب بهترین فیلم درام از هفتاد و سومین مراسم گلدن گلوب
- برنده جایزه بفتای بهترین بازیگر نقش اول مرد برای لئوناردو دی‌کاپریو از شصت و نهمین دوره جوایز بفتا
- برنده جایزه بفتای بهترین فیلم‌برداری برای امانوئل لوبزکی از شصت و نهمین دوره جوایز بفتا
- برنده جایزه بفتای بهترین کارگردانی برای الخاندرو گونسالس اینیاریتو از شصت و نهمین دوره جوایز بفتا
- برنده جایزه بفتای بهترین صدا برای مجموعه از شصت و نهمین دوره جوایز بفتا
- برنده جایزه بفتای بهترین فیلم از شصت و نهمین دوره جوایز بفتا
- برنده جایزه انجمن بازیگران فیلم برای بهترین بازیگر مرد برای لئوناردو دی‌کاپریو
- برنده جایزه ستلایت بهترین بازیگر نقش اول مرد برای لئوناردو دی‌کاپریو

## بن‌مایه‌ها
1. ↑  BBFC (December 28, 2015). "The Revenant". London, ENG: British Board of Film Classification. Retrieved December 28, 2015. {{cite journal}}: Cite journal requires |journal= (help)
2. ↑  Waxman, Sharon (October 16, 2015). "'The Revenant' Budget Soars to $135 Million As New Regency Foots the Bill (Exclusive)". TheWrap. Retrieved December 28, 2015.
3. ↑  "The Revenant (2015)". Box Office Mojo. Retrieved February 15, 2016.
4. ↑  «برخاسته از گور؛ نامزد بیشترین جوایز اسکار». BBC News فارسی. ۲۰۱۶-۰۱-۱۷. دریافت‌شده در ۲۰۲۵-۰۳-۰۳.
5. ↑  عبدی، محمد (۲۰۱۶-۰۱-۱۸). ««از گور برخاسته»: دی‌کاپریو در جدال با طبیعت». رادیو فردا. دریافت‌شده در ۲۰۲۵-۰۳-۰۳.